# 多晴粗犁鰻
多晴粗犁鰻，為輻鰭魚綱鰻鱺目糯鰻亞目蛇鰻科的其中一種，分布於印度太平洋區，從東非至法屬波里尼西亞的海水、淡水、半鹹水水域，體長可達32.5公分，棲息在沿海、河口區，屬肉食性，生活習性不明。

## 擴展閱讀
維基物種上的相關：多晴粗犁鰻